# Симфонический оркестр Фландрии
Симфонический оркестр Фландрии (нидерл. Symfonieorkest Vlaanderen) — бельгийский симфонический оркестр с центральным офисом в Брюгге. Основан в 1960 под названием Западнофламандский оркестр (нидерл. Westvlaams Orkest). С 1984 выступал под названием Новый фламандский оркестр (нидерл. Nieuw Vlaams Orkest), современное название с 1995.
Оркестр составляют фрилансеры, собираемые под конкретное мероприятие (концерт, запись CD/DVD, выступление на музыкальном фестивале). Выступает, главным образом, на концертных площадках Бельгии (Брюгге, Антверпен и др.) и Нидерландов; постоянной концертной площадки нет. В качестве главных дирижёров оркестра работали Давид Ангус (1998-2004), Этьен Сибенс (2004-13, с перерывом), Сейкио Ким (Seikyo Kim, 2010-11), Ян Латам-Кёниг (с 2013).